# Blaesoxipha guanacaste
Blaesoxipha guanacaste är en tvåvingeart som beskrevs av Guilherme A.M.Lopes 1990. Blaesoxipha guanacaste ingår i släktet Blaesoxipha och familjen köttflugor.
Artens utbredningsområde är Costa Rica. Inga underarter finns listade i Catalogue of Life.